# Список персонажей Noein
Список персонажей научно-фантастического аниме-телесериала «Noein», выходившего в октябре 2005 — марте 2006 года в Японии. Сериал был создан на студии Satelight коллективом режиссёров во главе с Кадзуки Аканэ.

## Главные герои

### Харука Каминоги
| Японское имя: | 上乃木ハルカ Каминоги Харука                 |
| Возраст:      | 12                                           |
| Родственники: | Асука Каминоги (мать), Такуя Маюдзуми (отец) |
| Сэйю:         | Харука Кудо                                  |

Харука Каминоги

Харука — одна из главных протагонистов аниме «Noein», 12-летняя школьница, закончившая младшую школу. Отправившись вместе с друзьями в первый день каникул на «испытание храбрости» — поход на кладбище, чтобы поохотиться на призрака, возглавленный Михо Мукай, любительницей сверхъестественного, — обернулся для девочки знакомством с Карасом, обитателем иного мира, пришедшим за ней, чтобы забрать с собой. Ведь Харука — не обычный человек, а уникальное создание, порождённое бесчисленными мириадами миров, способное оперировать вероятностями и перемещаться из одного мира в другой — Ожерелье Дракона (яп. 竜のトルク Рю: но Торуку).
Характер: Всегда спокойная, рациональная, Харука не теряется в критических ситуациях и всегда придумывает что-то, чтобы выбраться из неприятностей. Она всегда вежливая, тонко чувствует людей и знает, что им нужно сказать в той или иной ситуации — например, при первой встрече с Кориямой, которого Ай приняла за извращенца, Харука говорит, что он — хороший человек, или разговор с Ноэйном, когда Харука утверждает, что он уже давно потерял свою любовь, что забыл свою Харуку и превратился в чудовище. Поэтому ей легко общаться с Юу, на мрачность и молчаливость которого она просто не обращает внимания и этим выводит его из очередной депрессии. Хотя бывает и так, что Харука не понимает чувств и мотивов других людей, ссорится с ними, но никогда на них не обижается.
Одна интересная особенность Харуки — отвечать ударом на удар, хотя это можно увидеть только на примере взаимоотношений с Ай — с Земли и из Лакримы.
Однако, несмотря на умение держать себя в руках в любой ситуации, у Харуки есть много такого, что она хотела бы изменить. Например, она, хоть и не показывает, очень расстроена разводом родителей, и поэтому даже едва не утонула среди реальностей, пытаясь найти такую, где отец с матерью бы не поссорились.
Некоторые сведения: До 8 лет — до того момента, как расстались её родители, — Харука жила в Токио. Там у неё была подруга, Ая, с которой девочка была очень дружна, и после того, как было решено, что Асука и Харука уезжают в Хакодатэ, Харука договорилась с Аей, что она обязательно будет писать. Позже Харука встречает Аю в Хакодатэ, и для неё становится шоком то, что бывшая подруга её полностью забыла.
У Харуки была бабушка, которую она очень любила. Харука очень горевала, когда бабушка умерла, и именно поэтому она была так испугана и расстроена тем, что постепенно забывает бабушку, что из её памяти стираются её лицо и голос..
С Юу Харука познакомилась, когда им было по 8 лет — тогда она вместе с матерью как раз переехали в Хакодатэ и поселились неподалёку от дома Гото. И когда Асука знакомилась со всеми соседями, познакомились и Харука с Юу. Одно из памятных мест их детских игр — склады возле порта, где Харука потом отыскала раненного в битве с Атори Караса.
История создания персонажа: Во время разработки персонажа Харуки Такахиро Кисидой и Кадзуки Аканэ было предложено и отброшено несколько вариантов, после чего они отбросили всё лишнее и предложили другой вариант:

В этот раз у нас главные персонажи — шестиклассники, и поэтому мы решили: «Ну, тогда давайте попробуем сделать настоящего шестиклассника!» «Современная школьница длинноногая и длиннорукая, без лишнего веса. В общем, выглядит она как изящная антилопа, лёгкая и порывистая» — решив так вдвоём, мы, в конце концов, разработали дизайн и движения.
Оригинальный текст (яп.)
で、今回は主人公達が小学６年生なので、「じゃあ、リアリティのある小学６年生をやってみようじゃないか」「今の子は手足が長くて、余計な贅肉がついていない。細いカモシカみたいな感じで、身体が軽いから動作も早いよね」。２人でそういった事を話し合いながら、デザインや動きとかができていきました。

— Кадзуки Аканэ

### Юу Гото
| Японское имя: | 後藤ユウ Гото: Ю: |
| Возраст:      | 12                |
| Родственники: | Миюки Гото (мать) |
| Сэйю:         | Фудзико Такимото  |

Юу Гото

Юу — второй из центральных протагонистов «Noein». Одноклассник Харуки, в начале истории Юу предстаёт перед зрителями мрачным и закомплексованным мальчиком, которого держит в ежовых рукавицах мать, одержимая идеей, что Юу обязательно должен поступить в школу в Токио, и поэтому всё лето обязан учиться самостоятельно, и к тому же посещать вечернюю школу. От этого давления Юу периодически срывается, что приводит к очередному ухудшению его отношений с матерью… И так продолжается до тех пор, пока таинственные события, начавшиеся в последний день младшей школы, не раскрываются и не превращаются в Рыцарей Дракона из Лакримы, чья цель — захватить Харуку, Ожерелье Дракона, девочку, которая нравится Юу.
Характер: В начале истории Юу предстаёт не в лучшем свете. Невежливый, порывистый, не думающий о чувствах других людей, эгоистичный — такое начальное впечатление он оставляет. Юу, задавленный авторитетом матери, которая требует от него поступить в токийскую школу, копит в себе негативные эмоции, которые периодически прорываются наружу и выплёскиваются на других людей — в том числе и на его мать. После знакомства с Карасом и того, как он укрывается в доме у Харуки, Юу начинает ревновать Харуку к Карасу, потому что прекрасно понимает, насколько жалко выглядит на его фоне. Это чувство выражается в том, что он отказывается помочь Харуке отыскать Караса.
Однако, несмотря на всё это, на самом деле Юу — настоящий рыцарь, такой же, как и Карас. Это выражается и в том, как он бросается на помощь Харуке на кладбище, и как стремится защищать её, несмотря ни на что. Постепенно решая свои проблемы, Юу взрослеет, и в нём проглядывает всё больше черт Караса — упорство, вера в друзей и стремление спасти их, несгибаемость перед опасностью. Его превращение начинается, когда он принимает решение поступать в школу в Токио — сам, не по желанию матери. И, пройдя весь путь, Юу в конце концов сливается с Карасом — другим вариантом себя, — став таким же, как он.
Некоторые сведения: У Юу была тётя, которую он никогда не знал — она погибла в аварии в средней школе. По словам его матери, она была замечательна во всём, за что бы ни бралась, и была для Миюки недостижимым идеалом. Миюки понимала, что никогда не сможет стать такой же, как она, и это чувство проснулось вновь после смерти её матери — бабушки Юу. Поэтому она решила, что Юу во что бы то ни стало заменить её старшую сестру, стать таким же великолепным, как она, не замечая, что это вовсе не то, что желает её сын.

### Карас
| Японское имя: | カラス(烏) Карасу |
| Значение:     | Ворон             |
| Возраст:      | 27                |
| Сэйю:         | Кадзуя Накай      |

Карас — третий главный протагонист аниме «Noein», Рыцарь Дракона, Птица, специально подготовленный для путешествия по измерениям. В одном из боёв с наступающими на Лакриму модулями Шангри-Ла, Карас оказался в непосредственной близости от коллапсирующего модуля и оказался выброшен в незнакомое ему измерение. Только после своего возвращения он узнал, что случайно открыл путь в мир, где существует уникальный квантовый артефакт, способный защитить Лакриму от вторжения Шангри-Ла, Ожерелье Дракона. Подготовленный как Птица, вместе с отрядом спутников, он отправился на Землю, чтобы захватить и доставить в Лакриму Ожерелье. Однако, после того как первые две попытки провалились: его остановил сначала Атори, а затем Ноэйн, — Карас решил задержаться в этом мире и понаблюдать. И постепенно он осознал, что мир, бывший для него всего лишь иллюзией, слишком похож на его собственное прошлое, и что на самом деле иллюзией он быть не может. Окончательное решение защитить Харуку измерения Земли от действий Лакримы и Ноэйна он принял после убийства Исуки, а потом спасения Харуки в Лакриме.
Характер: Карас по характеру напоминает Юу — такой же упрямый и порой нечувствительный, часто ведёт себя как ребёнок, особенно во взаимоотношениях с Юу. После того, как Харука Лакримы пожертвовала собой и стала частью квантового компьютера, он продолжил жить с чувством вины, отдав свою верность Лакриме — миру, во имя которого, как он считал, Харука стала добровольной жертвой. Однако, при более близком знакомстве с Харукой Земли Карас понял, что не сможет пожертвовать и ею. И принял решение защищать её. Характер Караса в ходе произведения постепенно меняется, он становится более открытым и менее сумасшедшим, каким он предстал перед Харукой после убийства Исуки, когда собирался разрушить дамбу и уничтожить Хакодатэ. Он начинает лучше понимать людей, в частности, Юу, которому говорит, что, рано или поздно, именно Юу будет защищать Харуку.
Некоторые сведения: Для боя Карас использует удлиняемые и укрепляемые с помощью Рэйз ленты, способные захватывать противника, создавать перед Карасом щит или разрезать любые объекты. Также, как и любая Птица, он способен восстановить лёгкие и средние раны самостоятельно, а тяжёлые — если будет иметь внешний источник Рэйз.

## Хакодатэ (Измерение Земли)

### Друзья Харуки

#### Ай Хасэбэ
| Японское имя: | 長谷部アイ Хасэбэ Ай |
| Возраст:      | 12                   |
| Родственники: | отец, мать           |
| Сэйю:         | Саэко Тиба           |

Ай — подруга Харуки, одна из главных героев аниме «Noein». Активная и боевая, Ай — прямая противоположность спокойной и уравновешенной Харуке. Она импульсивна, часто действует, не подумав — так, она по ошибке поссорилась с Харукой, а в будущем, показанном Ноэйном Харуке — едва не покончила с собой, поняв, что больше никогда не сможет играть в любимый футбол. Ай нравится Исами, но, не зная, как выразить свои чувства, она предпочитает дразнить его, что Исами, впрочем, особо не волнует. На протяжении истории отношения Ай и Исами постепенно развиваются, Ай понемногу становится более честна сама с собой в своих чувствах.
Характер: По характеру Ай — цундэрэкко, правда, не слишком выраженная. Она всегда собранная, боевая, неуступчивая, дразнит Исами, но, спасённая им от хулиганок из средней школы, показывает ему свою слабую сторону — что и она тоже может испугаться.
Некоторые сведения: Родители Ай долгое время находились в гражданском браке, но в конце концов приняли решение обвенчаться, что позволило друзьям побывать на свадьбе, а Юу — опробовать найденную им камеру.
Ай встретилась с Фукуро, когда тот пришёл вызывать на бой Караса, отрёкшегося от интересов Лакримы. Позже, когда они с Исами и Михо занимались поисками пропавшего Караса, который отправился сражаться с Фукуро, и оказались на горе Хакодатэ, в момент гибели Фукуро Ай вдруг почувствовала неизъяснимую грусть, такую, что у неё сами собой потекли слёзы из глаз.

#### Исами Фудзивара
| Японское имя: | 藤原イサミ Фудзивара Исами                |
| Возраст:      | 12                                        |
| Родственники: | бабушка, брат (старший), сестра (младшая) |
| Сэйю:         | Коки Мията                                |

Исами — лучший друг Юу, один из главных героев «Noein». Исами — типичный двоечник, у которого нет ни малейшего желания учиться — хотя, по словам Юу, он может, если захочет, — зато он искренне увлечён футболом и всё время пытается привлечь к нему Юу, когда-то бывшего в команде, но потом бросившего футбол, посчитав, что у него нет таланта. Исами считает, что ему нравится их учительница, Юкиэ Нитидзё, поэтому он регулярно предпринимает попытки к сближению — то приглашает её на свидание, то пытается сесть на первое сиденье в машине. Однако на самом деле можно увидеть, что гораздо сильнее ему нравится Ай, хотя он сам это вряд ли осознаёт: он дарит ей брелок на телефон, спасает от хулиганок, и, в конце концов, оказавшись вместе с Ай затянутым в поглощённое Шангри-Ла измерение, спасает её от самоубийства и фактически признаётся в любви.
Характер: Исами немного грубоват, но совершенно искренен. Он делает то, что ему нравится, и не ломает голову над тяжёлыми для осмысления проблемами, как делает это Юу. Из-за этого у друзей иногда случаются разногласия, но Исами не умеет долго злиться. Интересная особенность его характера — Исами до ужаса боится привидений и призраков, хотя во время похода на кладбище и проявил больше мужества, чем любительница сверхъестественного Михо, когда перед ними оказалась одна из Птиц, смертельно раненная при перемещении на Землю.
Некоторые сведения: У Исами есть старший брат, также не слишком любящий учёбу. Он кажется не слишком умным, но на самом деле может поддержать Исами словом и делом. В измерении, куда увлёк их Ноэйн, Исами был разлучён со старшим братом и попал в плохую компанию, став настоящим хулиганом. Исами зовёт его "глупый брат" (яп. 馬鹿兄貴 Бака-Аники). Также в их семье есть младшая сестра, Фумико (в качестве действующего персонажа в аниме не появлялась, могла быть показана только в 22 серии), которая умеет плести бисерные брелоки в виде цыплят. Одного из таких Исами подарил Ай, второго, через некоторое время — Харуке, что стало причиной ссоры подруг.
Родители Исами скончались, а воспитывает их бабушка. Её смерть в измерении Ноэйна стала отправной точкой для того, чтобы будущее Исами и Ай покатилось под откос.
Любимая фраза Исами, которую он произносит к месту и не к месту — «Невероятно» (яп. あり得ねえ ариэнэ:). Учительница Исами, Юкиэ, также любит эту фразу, и из контекста непонятно, кто у кого подхватил эту привычку.

#### Михо Мукай
| Японское имя: | 向井ミホ Мукай Михо |
| Возраст:      | 12                  |
| Родственники: | мать                |
| Сэйю:         | Каори Надзука       |

Михо Мукай

Михо — одна из главных героев «Noein», подруга Харуки и Ай. Михо — «маньяк оккультизма», вместе с матерью отчаянно увлекающийся всем сверьхестественным. В их доме можно найти и очки для просмотра ауры, и доску Уиджа для общения с духами; Михо верит в инопланетян и в призраков, и стремится заразить своей верой окружающих. После того, как потерявший память Атори спутал её со своей сестрой, Сарой, Михо стала заботиться о нём и постепенно привязалась к нему, в конце концов став способной даже укротить его обычное безумие.В будущем Караса, Михо ослепла и имеет дочь Лилу.
Характер: Михо чрезвычайно бойкая, любит всех просвещать по вопросам сверхъестественного, а также придумывать различные мероприятия по проверке этих сил — будь то охота на призраков, требование к инопланетянам вернуть похищенную Харуку, — втягивая в них всех вокруг. Однако она очень наивна, и, когда в измерении Ноэйна, в средней школе над ней начинают издеваться, называя странной, для Михо это становится шоком, а последовавшая за этим всеобщая отверженность и издевательства одноклассниц едва не доводят её до самоубийства.
Некоторые сведения: Доска Уиджа Михо, на которой они вместе гадали, чтобы выяснить происходящее с Харукой, выдала имя «Noein».

### Окружение Харуки

#### Миюки Гото
| Японское имя: | 後藤美有樹 Гото: Миюки |
| Возраст:      | 38                     |
| Родственники: | Юу (сын)               |
| Сэйю:         | Ацуко Танака           |

Миюки Гото

Миюки — мать Юу. В начале сериала она предстаёт в амплуа жёсткой и требовательной матери, всё, что нужно которой — это учёба Юу и поступление его в Токийскую школу. Ради этого она заставляет его ходить в вечернюю школу, запрещает общаться с друзьями, считая, что они его отвлекают, в общем, принуждает Юу к тому, чего он не хочет, и переживает из-за постоянных ссор с сыном. Однако при этом она искренне не понимает, почему Юу не желает слушаться её, и не замечает, что раз за разом перегибает палку.
Результатом такого обращения становится ссора, в которой Юу ударяет мать и сбегает из дома. В ярости Миюки отправляется искать его, и приходит в то единственное место, куда он мог пойти — в дом Каминоги. И в этом доме эмоции Миюки, которые она испытывает, становятся катализатором для сил Харуки, разрывающих ткань времени и отправляющих Миюки туда, откуда она никак не может уйти.
История: У Миюки была старшая сестра, Эми, бывшая для неё идеалом. Она прекрасно училась, занималась спортом, в общем, была воплощением того, чего сама Миюки достичь, по её мнению, не могла. Ей также казалось, что мать гораздо больше любит блестящую старшую дочь, чем серую младшую. Однако случилась трагедия: Эми погибла в аварии. И постепенно Миюки стала замечать, что мать смотрит на фотографию умершей сестры гораздо чаще, чем на неё — живую. В отчаянье, желая привлечь к себе внимание, она решила сбежать из дома — но так и не решилась, только проехала на канатной дороге на гору Хакодатэ и вернулась, переночевав у Асуки. А мать ждала её дома как ни в чём не бывало. Поэтому Миюки всю жизнь считала, что мать её не любила и не беспокоилась за неё, и, возможно, даже желала, чтобы именно младшая дочь погибла вместо старшей.
Однако иное измерение показало ей истину. В тот день, когда она сбежала, её мать в страшной тревоге пришла к матери Асуки, сказав, что недавно она потеряла старшую дочь, и Миюки — всё, что у неё осталось. И мать Асуки, успокоив женщину тем, что её дочь здесь, посоветовала не ругать Миюки, что и стало причиной деланого спокойного вида её матери, который Миюки неверно истолковала.

#### Асука Каминоги
| Японское имя: | 上乃木明日香 Каминоги Асука         |
| Возраст:      | 38                                  |
| Родственники: | Харука (дочь), Такуя Маюдзуми (муж) |
| Сэйю:         | Акэми Окамура                       |

Асука — мать Харуки. Асука работает писателем, самостоятельно иллюстрирующим свои произведения, хотя ей не слишком сопутствует удача: написанные ею книги никто не покупает. Асука ведёт в основном ночной образ жизни, и, когда Харука уже уходит в школу, Асука обычно ещё спит. Она — хладнокровная и выдержанная женщина, особенно при сравнении с Миюки, верящая Харуке и готовая разрешить ей достаточно многое — например, она достаточно легко согласилась на «испытание храбрости».
Некоторые сведения: Асука училась в художественном училище, на японском направлении, когда встретилась с Такуей Маюдзуми, своим будущим мужем, столкнувшись с ним на улице, на лестнице.
У Асуки есть неприятная привычка — бросать чашки с чем-нибудь налитым в людей в момент, когда она раздражена. От этого больше всего страдал Такуя, и когда Асука, поссорившись с Маюдзуми при встрече в кафе, собралась облить его кофе, но остановилась на полпути, он признал, что она всё-таки изменилась.
В студенческие годы Асука рисовала очень посредственно: так, ни Такуя при их первом знакомстве, ни Харука — уже в настоящее время, — не смогли правильно назвать того, что нарисовано на одном из её рисунков. Такуя назвал нарисованного котёнка щенком, а Харука — толстым медведем.

#### Юкиэ Нитидзё
| Японское имя: | 二条雪恵 Нитидзё: Юкиэ |
| Возраст:      | 24                     |
| Сэйю:         | Май Накахара           |

Юкиэ Нитидзё

Юкиэ — классный руководитель класса Харуки. Она очень близка с классом, Харука и её друзья называют Нитидзё «Юкиэ-тян» и общаются с ней, как с другом. Юкиэ имеет машину и водительские права, поэтому она часто выручает ребят, помогая в поисках по городу, или доставляя кого-нибудь в нужное место. В отличие от родителей ребят, Юкиэ наравне с Утидой и Кориямой была посвящена в тайну происходящих в Хакодатэ событий, хотя ей и было весьма сложно в это поверить: она даже рассорилась с Утидой, едва с ней познакомившись, когда та пришла выяснять подробности насчёт происходящего с Харукой.
Некоторые сведения: Юкиэ водит машину абсолютно безответственно, часто не соблюдая правила дорожного движения. Это может приводить к успешному снятию «хвоста», а может — и к трагедии: в автокатастрофе, вызванной в том числе и невнимательностью Юкиэ, Юу-Ноэйн потерял Харуку, Исами и Ай, погибших вместе с Нитидзё.
У Юкиэ есть такая же привычка, как и у Исами: она любит повторять слово «Невероятно».

#### Такуя Маюдзуми
| Японское имя: | 黛拓也 Маюдзуми Такуя                |
| Возраст:      | 41                                   |
| Родственники: | Харука (дочь), Асука Каминоги (жена) |
| Сэйю:         | Кэнта Миякэ                          |

Профессор Такуя Маюдзуми — отец Харуки и главный разработчик проекта «Магический круг». Разведясь с Асукой, он остался в Токио и продолжил работать над квантовыми исследованиями, в конце концов создав проект «Магический круг». Однако Такуя увидел его опасность, и поэтому отказался от него, перейдя на другие исследования, до того, как проект был завершён. Однако Синохаре, лелеющему мечту о том, что он станет первопроходцем в квантовом мире, был нужен законченный проект, и он угрозами вынудил Маюдзуми подчиниться.
Чтобы предотвратить проект, который угрожает Харуке, да и всему миру тем, что может произвести конвергенцию измерений, Маюдзуми, узнавший о квантовой нестабильности Хакодатэ от Утиды, повреждает систему безопасности кораблей проекта, что позволяет Утиде, Корияме, Тоби и Косаги прорваться внутрь.
Несмотря на то, что Такуя и Асука расстались, профессор регулярно продолжает навещать дочь, и в целом не испытывает негативных чувств к Асуке. Ради них он готов сделать всё, что в его силах.
Некоторые сведения: Такуя учился на инженера в квантовом исследовательском центре в то время, когда впервые познакомился с Асукой. Тогда она ещё сказала, что он совершенно не похож на представителя своей профессии, и что учиться на физика, наверняка, очень сложно.
Маюдзуми является автором теории о том, что люди — ядро сети, первоисточник Вселенной. Эта теория перекликается с теорией наблюдателей в Копенгагенской интерпретации.

Первопричиной феномена определения неопределённого квантового мира является уникальная структура человека. Человеческое существование определяет всё. Люди — первоисточник Вселенной, в которой может существовать наложение измерений. Они — ядро сети.
Оригинальный текст (яп.)
量子的な不確定世界を確定させる現象は人間の得意な量子的な構造が原因となる。人の存在はすべてを確定させる。人は時空が重ね合わさってできる宇宙の根源であり、ネットワークの中心である。

— «Noein»

#### Марико Мукай
| Японское имя: | 向井真理子 Мукай Марико |
| Родственники: | Михо (дочь)             |
| Сэйю:         | Фуми Ода                |

Марико Мукай — мать Михо. Является фактически персонажем второго плана, принимая участие только в нескольких сериях. Как и Михо, Марико является ярой поклонницей магии и оккультизма, наравне с дочерью покупая различные «магические» вещи и шокируя гостей верой в них.
Однако, несмотря на своё необычное увлечение, Марико остаётся хорошей матерью, она беспокоится о Михо и старается сделать всё, чтобы дочь была счастлива. Когда в измерении Ноэйна Михо, доведённая издевательствами в школе, запирается в комнате и теряет память от стресса, она прикладывает все усилия, чтобы вытащить дочь из этого состояния, даже вызывает психолога — правда, безуспешно.

### Дзэцурин
Чрезвычайный комитет критического планирования и предотвращения (яп. 絶対臨界計画阻止委員会 Дзэттай Ринкай Кэйкаку Соси Иинкай), также известный как Дзэцурин, — совет квантовых физиков, чьей непосредственной задачей была разработка и рекомендации к проведению проекта «Магический круг». Изначально его возглавлял профессор Сасаки, наставник Утиды, но после того, как он попытался прервать проект из-за его непосредственной опасности, входивший в совет бизнесмен Макото Синохара, который и контролировал Дзэцурин, вынудил его уйти в отставку и сам возглавил проект.

#### Рёко Утида
| Японское имя: | 内田涼子 Утида Рё: ко |
| Возраст:      | 27                    |
| Сэйю:         | Саяка Охара           |

Рёко Утида — квантовый физик из Дзэцурина, одна из персонажей, играющих очень важную роль в сериале. В начале сериала Утида командирована в Хакодатэ, избранный местом проведения эксперимента по квантовой телепортации, проекта «Магический круг», для проведения исследований возможности повреждения территории.
Вместе с Кёдзи Кориямой Утида искала сигналы искажения искажения квантового потенциала, и после того, как в измерение Земли проникли Птицы из Лакримы, нашла их достаточно для того, чтобы заподозрить, что всё происходящее — следствие контакта с иным измерением. Это грозило неизвестными последствиями, Утида даже опасалась, что если эксперимент начнётся, то вся Вселенная может быть уничтожена. Она попыталась остановить эксперимент, но Синохара, стремящийся к славе и деньгам, закрыл её исследования на заседании Дзэцурина. Тогда Утида решила найти профессора Маюдзуми, бывшего главой проекта за год до происходящих событий, но покинувшего эту должность, для того, чтобы он помог остановить проект.
Когда же Утида и Корияма напрямую сталкиваются с Карасом и Тоби, также исследующими искажение пространства, и находят критическую точку — место контакта измерения Шангри-Ла с измерением Земли, её подозрения перерастают в уверенность, и она делает всё, чтобы остановить проект «Магический Круг»: беседует с профессором Маюдзуми, проникает в центр управления проектом, и в конце концов останавливает Синохару в хаосе начавшейся конвергенции измерений.
Некоторые сведения: Утида вместе с Тоби являются основными источниками информации о квантовой составляющей «Noein». Так, Утида излагает Корияме многомировую интерпретацию Эверетта, теорию Маюдзуми, научную подоплёку проекта «Магический круг» и т. д.
Корияма называет Утиду «Утида-тян».
Учителем Утиды является профессор Сасаки, возглавляющий Дзэцурин. Именно к нему она обратилась для того, чтобы сделать ещё одну попытку остановить проект, однако эта попытка закончилась тем, что Сасаки был вынужден под давлением Синохары уйти в отставку. После его ухода Утида также была исключена из состава Дзэцурина.

#### Кёдзи Корияма
| Японское имя: | 郡山京司 Ко: рияма Кё: дзи |
| Возраст:      | 39                         |
| Сэйю:         | Кэйдзи Фудзивара           |

Кёдзи Корияма — полицейский из Хакодатэ, приставленный к Утиде для её охраны и транспортировки в городе. Честный и добрый, Корияма искренне поддерживает Утиду в её действиях и заботится о ней.
Корияма не слишком много понимает в современной науке и не слишком верит в то, что рассказала ему Утида о началах квантовой механики. Хотя, видя её веру с науку и теории, которые эта наука выдвигает, он пытается понять. Больше всего ему запоминается пример Утиды с игральными костями, на котором Утида объясняет ему Многомировую интерпретацию квантовой механики.
После того, как Сасаки был отстранён Синохарой от руководства Дзэцурином, а затем Утида была исключена из его состава новым председателем, работа Кориямы в качестве телохранителя была закончена, и ему поступил приказ о переводе, он отказался его исполнять, тем самым заявив о прекращении работы в полиции, и отправился вместе с Утидой разыскивать профессора Маюдзуми. Именно Корияме принадлежат слова:

Мы, взрослые, не должны уничтожать будущее детей, не так ли?
Оригинальный текст (яп.)
子供たちの未来を、俺たち大人が壊しちゃいけねだろう？

— «Noein»
Во время штурма штаба проекта «Магический круг» Корияма был застрелен Синохарой, незаконно владевшим пистолетом, однако, в результате начавшейся конвергенции возник ещё один Корияма — тогда-то ему и вспомнились слова Утиды о том, что в каждом измерении он выбрасывает своё число. Синохара не смог застрелить этого Корияму, и тот, врезав бизнесмену, отобрал у него пистолет. После прерывания конвергенции Утида «загрузила» того Корияму, который был жив.
История: Однажды, во время работы Кориямы в полиции, он с напарником по имени Айда разбирал дело о шпионаже, в котором было замешано посольство. Они следили за подозреваемым на станции метро, однако, когда они уже собирались его брать, какой-то нищий ударил Корияму ножом в живот, а когда тот опомнился, его напарник был сброшен под колёса подъезжающему поезду. В результате смерть Айды была квалифицирована как самоубийство.

#### Макото Синохара
| Японское имя: | 篠原真琴 Синохара Макото |
| Возраст:      | 39                       |
| Сэйю:         | Сюнсукэ Сакуя            |

Макото Синохара — бизнесмен, генеральный директор одной телекоммуникационной компании, по словам Кориямы, ужасно заносчивый. Он — непосредственный руководитель Дзэцурина, так как треть средств, идущих на этот проект, принадлежит его компании. Синохара считает квантовую телепортацию небывалым прорывом в телекоммуникациях, что даст преимущества Японии — и ему самому. Однако для этого нужно торопиться и не обращать внимания на отрицательные последствия эксперимента — место подальше от Токио, и ладно, — так как в качестве конкурента выступает весь мир. Синохара желает, чтобы его вспоминали как творца новой эры, желает вписать своё имя в историю.
И тем большим шоком становится для него начавшаяся конвергенция измерений, которая уже не подчиняется человеку и выходит за грань его понимания.

## Лакрима

### Рыцари Дракона
Рыцари Дракона (яп. 竜騎兵 Рю:кихэй) — солдаты Лакримы. В их задачу входит как защита Лакримы от вторжения модулей Шангри-Ла, так и обеспечение порядка в обществе. Их базой и лагерем является т. н. Гнездо Дракона, где редко появляются прочие служащие. Отдельным подразделением Рыцарей являются Птицы, чьи тела специально модифицировали для путешествия по измерениям при подготовке к миссии захвата Ожерелья Дракона.

#### Фукуро
| Японское имя: | フクロウ(梟) Фукуро: |
| Значение:     | Неясыть              |
| Возраст:      | 27                   |
| Сэйю:         | Кохэй Киясу          |

Фукуро — Рыцарь Дракона из Лакримы, друг Караса, а также — Исами Фудзивара 15 лет спустя. Как и Карас, он входит в отряд Птиц, способных перемещаться между измерениями.
Фукуро очень сильно любит свой несчастный мир, он поклялся, что ни за что не даст ему погибнуть. Пусть даже из-за этого ему придётся поступиться дружбой или собственными чувствами — он готов бороться за него. Хотя, как он признался Ай «Амамику», он старается как можно меньше задумываться над такими вопросами — по его словам, «чем больше над этим думаешь, тем больше погружаешься в хаос». Именно поэтому он выходит против Караса, своего лучшего друга, решившего защищать Харуку всеми силами. Он пытается верить, что измерение Земли — всего лишь иллюзия, поэтому, когда Харука неожиданно узнаёт его с помощью Ожерелья, для него это становится сильным ударом.
Он по-прежнему любит Ай, хотя эта любовь и ограничена их долгом и самим состоянием их мира. Именно поэтому он, встретив Ай с Земли, попросил её быть поласковей с Исами — потому что тот ещё ребёнок. И задумался над тем, а не ведёт ли себя по-детски сам.
Он вступил в бой с Карасом, который, по пророчеству, показанному Ожерельем Дракона, должен был закончиться смертью их обоих, но этот бой был прерван сначала вмешавшейся Харукой, а затем — Атори, возжелавшим прикончить Караса лично. Карас и Фукуро, объединив силы, одолели Атори, и Фукуро уже предложил свою помощь Карасу для того, чтобы вместе защищать Харуку, когда его убил появившийся Ноэйн — для того, чтобы продемонстрировать Харуке, что будущее всё-таки неизменно.
Земная Ай почувствовала миг его смерти — у неё почему-то защемило в груди, и из глаз потекли слёзы.
Некоторые сведения: У Фукуро нет одного глаза — он потерял его в результате несчастного случая в средней школе. Тогда Исами был хулиганом и ввязался вместе с дружками в уличную драку. Однако у одного из противников оказался нож, и Исами, защищая своего приятеля, бросился его выбить, но в ходе схватки нож случайно попал ему в глаз.
Смерть Фукуро стала кульминацией для середины сериала, будучи выпущена в последней серии 2005 года.

#### Атори
| Японское имя: | アトリ(花鶏) Атори |
| Значение:     | Вьюрок             |
| Возраст:      | 22                 |
| Сэйю:         | Кэнъити Судзумура  |

Атори

Атори — Рыцарь Дракона из Лакримы, член отряда Птиц. Атори — один из самых сильных Рыцарей Дракона, однако его безумные выходки делают его опасным как для врагов, так и для друзей. Появившись перед глазами Харуки лишь чуть позже Караса, он немедленно ввязался с ним в поединок с использованием Рэйза, посчитав, что Карас хочет забрать всю славу по захвату Ожерелья Дракона себе. В погоне за славой он вторично приходит за Харукой, но, раздосадованный сопротивлением детей, решает их уничтожить, однако ему снова мешает Карас. После чего медики Лакримы отправляют Атори на вынужденное лечение.
Атори успешно завершает своё лечение, однако у него лишь прибавляется безумия. Взяв с собой Тоби и Исуку, он вновь отправляется на Землю с целью уничтожить Ожерелье Дракона, считая, что его появление в Лакриме только подстегнёт уничтожение мира. Однако его диверсия оказывается неудачной: на защиту похищенной Харуки приходит Карас и убивает Исуку, а Атори в страхе приходится спасаться. Он предпринимает ещё несколько безуспешных попыток уничтожить Харуку, Караса и Юу, и, в конце концов, изменённый своим безумием и отсоединением от канала связи с Лакримой, нападает на сражающихся Фукуро и Караса и оказывается повержен их объединённой силой.
Однако Атори умудряется выжить, хоть и теряет память. Спасённый Тоби, он помогает Карасу исцелиться, защитив его и детей от Косаги, и поселяется в доме Каминоги вместе с Тоби под видом орнитологов. Его память постепенно возвращается, однако он находит себе якорь, не позволяющий потеряться в самом себе — Михо, которая чем-то напомнила ему его погибшую сестру Сару. Пока его память не возвратилась, Атори очень привязался к Михо, и позже Михо смогла Атори устоять перед безумием, сделав его почти нормальным.
Атори отправился за Карасом в Шангри-Ла, чтобы помочь, и ввязывается в бой с модулями, чтобы дать ему возможность добраться до Ноэйна. Когда начинается конвергенция измерений, Атори проникает в измерение Земли и защищает Хакодатэ от вторжения орд модулей, закрыв своим телом кольцо Уробороса. Когда конвергенция останавливается и Уроборос исчезает, Атори исчезает вместе с ним, распавшись на частицы — синий снег, который падает на город.
История: Атори вырос в стране, где беспрестанно шла война. Его младшая сестра, Сара, которую он очень любил, однажды наступила на противотанковую мину и погибла. Вместе с лучшим другом по имени Гил Атори пытался сбежать из страны, чтобы жить в мире, однако Гил погиб под бомбардировкой, и раненый Атори остался один. Возможно, эта боль и есть причина безумия Атори.
Некоторые сведения: Настоящее имя Атори — Ал. В бою Атори использует электрические разряды, создаваемые с помощью Рэйза.

#### Тоби
| Японское имя: | トビ(鳶) Тоби |
| Значение:     | Коршун        |
| Возраст:      | 21            |
| Сэйю:         | Рёко Сирайси  |

Тоби — Рыцарь Дракона из Лакримы, член отряда Птиц. Специальность: учёный. Вместе с Утидой является основным источником сведений о квантовой составляющей «Noein». Тоби проводит все действия Птиц, связанные с небоевым взаимодействием с Рэйзом — начиная от расчёта выходных координат и заканчивая квантовой реконфигурацией, с помощью которой он перенёс Харуку к дамбе, где Атори собирался её убить.
Неизвестны причины, по которым Тоби отправился вместе с Атори уничтожать Ожерелье Дракона, став предателем Лакримы, однако позже он не раз спасал Атори из ситуаций, в которых его непременно бы убили, и заботился о нём после того, как он потерял память. Тоби тесно сошёлся с Утидой как с коллегой, объяснив ей множество вещей, которые современная земная наука ещё не знала. Также он активно помогал Карасу и Харуке в их противостоянии Лакриме и не раз мудрым словом удерживал бойцов от схватки. Так он поступил в случае с Косаги.
Тоби, прожив в измерении Земли достаточно долгое время, сумел сделать несколько важных заключений, помогших спасти и Землю, и Лакриму. Он понял, что энергия Ожерелья создана не для того, чтобы закрыть Лакриму от вторжения Шангри-Ла, а для того чтобы спасти все измерения. Второй его вывод заключался в том, что, несмотря на начавшуюся конвергенцию измерений, её всё ещё можно остановить, если перекрыть поток частиц между кораблями проекта «Магический круг» и остановить деятельность квантового компьютера Лакримы. И третий его вывод, самый важный из всех, заключался в том, что Лакрима, пережившая «квантовую революцию», из-за которой квантовая неопределённость перешла в макромир, способна существовать без Дескриптора Сущности, определяющего суть всех живущих. Достаточно всего лишь осознавать друг друга и мир для того, чтобы он существовал. Это — следствие из теории профессора Маюдзуми о том, что люди — ядро сети.

#### Косаги
| Японское имя: | コサギ(小鷺) Косаги |
| Значение:     | Цапля               |
| Возраст:      | 25                  |
| Сэйю:         | Такако Хонда        |

Косаги — Рыцарь Дракона из Лакримы, член отряда Птиц, единственная женщина в отряде. Специальность: офицер штаба, заместитель Куины. Косаги — темпераментная, сильная и жёсткая девушка-воин, которая отдаёт всё ради своего служения долгу.
Косаги любит Караса, хотя и боится признаться в этом самой себе, поэтому она не может простить ему ухода из Птиц и предательства Лакримы. В ярости и отчаяние она несколько раз пытается уничтожить самого Караса и, вопреки приказу, причину его отречения от Лакримы — Харуку, однако каждый раз ей это не удаётся, в основном из-за принудительного возвращения, отданного сначала Фукуро, а затем — Куиной.
Влюблённый в Косаги Куина, после того, как Птиц остаётся всего двое, предлагает ей бросить Лакриму и найти измерение, где они смогли бы жить вместе. После разговора с Ай «Амамику» Косаги соглашается на его предложение, однако сначала решает отправиться в измерение Земли для того, чтобы уничтожить Караса. Но, не в силах причинить ему вред, в конце концов решает остаться и помочь Карасу.

#### Куина
| Японское имя: | クイナ(水鶏) Куина |
| Значение:     | Водяной пастушок   |
| Возраст:      | 32                 |
| Сэйю:         | Рикия Кояма        |

Куина — Рыцарь Дракона из Лакримы, командир отряда Птиц. С самого начала он по неизвестным причинам он неверно взаимодействует с измерением Земли, теряя части тела, которые по возвращении в Лакриму ему заменяют на протезы, и в связи с этим не слишком сильно фигурировал в событиях, где отличились Атори, Карас, Фукуро и другие.
Куину можно назвать человеком печальной судьбы. Всё, что бы он ни задумал, заканчивалось его поражением. Он не смог выполнить своего долга по отношению к отряду — и Птицы рассыпались, оставшись в измерении Земли. Он признался в любви девушке, которую любил — и, в конце концов, был отвержен, когда Косаги не вернулась с Земли. Он пытался предать Лакриму и попасть в Шангри-Ла, которая, по словам Ноэйна, избавила бы его от страданий — эта попытка тоже провалилась. На протяжении всего сюжета Куина становился всё больше и больше изувеченным. Он потерял последовательно ногу, руку и часть лица с глазом от путешествий в измерение Земли, затем вторую руку и ещё часть лица со ртом в схватке с Карасом.
В конце концов, захватив Харуку и исполнив свою мечту — попасть в Шангри-Ла, — Куина оказывается отвергнут и этим измерением и погибает, распавшись на частицы.

#### Исука
| Японское имя: | イスカ(交喙) Исука |
| Значение:     | Клёст              |
| Возраст:      | 28                 |
| Сэйю:         | Кэнта Миякэ        |

Исука — Рыцарь Дракона из Лакримы, член отряда Птиц. Специальность: профессионал-убийца. Об Исуке известно мало что, он является персонажем второго плана наряду с Марико Мукай. Исполин, выше всех Рыцарей Дракона, обладает сильным телом.
Исука входил в группу Атори, которая намеревалась уничтожить Ожерелье Дракона. Причины, подвигшие его на это, неизвестны. Однако, прибыв в измерение Земли, Исука заявил, что ему нравится здесь. Он был рад синему небу над головой и сказал, что если бы он исчез в таком месте, то был бы счастлив.
Его мечта исполнилась практически сразу. Когда Тоби провёл квантовую реконфигурацию и переместил Харуку к дамбе, где Атори собирался прикончить девочку, ей на помощь явился Карас, который в один миг уничтожил державшего Харуку Исуку. Последними словами Исуки были: «Карас, прощай. Теперь я могу отдохнуть».

### Жители измерения

#### Ай «Амамику» Хасэбэ
| Японское имя: | アマミク Амамику                      |
| Значение:     | Имя верховной богини Рюкюской религии |
| Возраст:      | 27                                    |
| Сэйю:         | Саэко Тиба                            |

Ай «Амамику» Хасэбэ — член Правления Комитета обеспечения защиты государственного управления, занимающегося обслуживанием Рэйз Симулятора, который создаёт стены «Римэс», обороняющие Лакриму от вторжения Шангри-Ла. Она впервые встречается с Харукой как её тюремщица, которой поручено обследовать её, вписать её данные в Квантовый Дескриптор Сущности и подготовить всё для процедуры подсоединения её к Квантовому компьютеру Лакримы.
Амамику так же подчиняется своему долгу, как и Фукуро. Поначалу она тоже считает Харуку с Земли иллюзией, однако, когда та спорит с ней, спокойствие Амамику оказывается поколеблено, что выражается в её беседе с Фукуро. Поэтому, когда на помощь Харуке приходит Карас, Амамику воспринимает это с облегчением, хотя прекрасно осознаёт, что ошибки ей не простят.
Второй раз Харука встречает Амамику — теперь уже просто Ай, — в верхнем городе Лакримы, где живёт большая часть населения. После того, как существование Юу из-за нестабильности измерения оказалось под угрозой, она объясняет Харуке парадокс неопределённости существования и того, что Юу «и жив, и мёртв одновременно».
Ай любит Фукуро, но, как и он, считает долг превыше всего. Она с достоинством воспринимает известие о гибели Фукуро, принесённое Косаги. Через Ай можно наблюдать изменившиеся традиции мира Лакрима: когда Ай произносит заупокойную молитву, она желает, чтобы Рэйз Фукуро упокоился с миром.

#### Лили Мукай
| Японское имя: | 向井リリ Мукай Рири |
| Возраст:      | 7                   |
| Сэйю:         | Каори Надзука       |

Лили Мукай — дочь Михо Мукай из Лакримы. Маленькая, но чрезвычайно бойкая семилетняя девочка, встретившаяся Харуке после её бегства из тюрьмы в Лакриме.
Лили достаточно трезво судит о жизни, хотя и загорается идеей проводить Харуку на поверхность, где она сама никогда не была. Лили дружна с Ай «Амамику», и, когда Харука вместе с Юу второй раз попадают в Лакриму, она проводит их в дом Ай.
Когда начинается конвергенция измерений, Лили вместе с Ай и Михо выбирается на поверхность, чтобы дождаться исхода войны между измерениями.
Михо из Лакримы — слепа. Только с помощью рассказов дочери она может понять, что происходит вокруг.

### Совет десяти владык
Совет Десяти Владык (яп. 十皇会 Дзю:ко:кай) — совет руководителей Лакримы. Образованный десять лет назад, ныне этот совет включает в себя лишь трёх членов. Так как сэйю, озвучивавшие членов Совета и людей, принимавших участие в проекте «Магический круг», одинаковы, существует вероятность, что это те же люди 15 лет спустя.
- Гокан (яп. ゴカン)

Сэйю: Фуми Ода
- Энра (яп. エンラ)

Сэйю: Дайсукэ Оно
- Тайдза (яп. タイザ)

Сэйю: Дайсукэ Кирий

## Шангри-Ла

### Ноэйн
| Японское имя: | ノエイン Ноэйн |
| Возраст:      | 27             |
| Сэйю:         | Кадзуя Накай   |

Ноэйн — главный антагонист «Noein», по чьему имени названо аниме, существо с неясными целями, обладающее силой контролировать измерения. В продолжение практически всего сериала он предстаёт перед Харукой и Карасом в виде полупрозрачного призрака с лицом в виде золотой маски, выполненной с намёком на индийские мифы, в единственной глазнице которой изредка можно увидеть красный глаз.
Ноэйн играет в свою таинственную игру с Лакримой и Землёй — и со всеми измерениями, — реализуя какие-то свои планы. Он появляется в переломные моменты, то помогая Харуке, то, напротив, вредя ей.
Впервые Ноэйн появляется перед Харукой в тот момент, когда девочка находит Караса на складах Хакодатэ, а остальные Птицы приходят, чтобы забрать её в Лакриму. Тогда Ноэйн помогает девочке, отправив Птиц, которых он назвал «мусором, существующим в бескрайней Вселенной», обратно в их измерение. Тогда же он впервые озвучил один из вариантов своей цели: что никогда не отдаст Лакриме Ожерелье Дракона и не позволит повредить его.
Его имя показывает доска Уиджа в доме Михо в ответ на вопрос, что за таинственные события происходят с Харукой.
Ноэйн — хозяин странного измерения Шангри-Ла, измерения-иллюзии, где каждый живущий является Абсолютным Наблюдателем, и, осознавая Шангри-Ла, делает её реальной. В этом измерении не существует расстояний, они зависят от желания Наблюдателя — чем сильнее желание попасть в какое-либо место, тем ближе оно становится. Обитель Ноэйна в Шангри-Ла выполнена с использованием индийской мифологии, а дома пустого города, на который натыкаются в своих блужданиях Харука, Юу и Карас — в древнеегипетском стиле.
На протяжении сериала Ноэйн периодически появляется перед Харукой, постепенно развивая её способности — так, перед тем, как Харука попала в Шангри-Ла, он сказал Куине, что в его помощи больше не нуждается, так как Харука уже сама способна добраться до Шангри-Ла, — и пытаясь убить в ней веру в будущее — для этого он убивает Фукуро, а после того, как Харука оказывается у него, демонстрирует ей одно из вероятных будущих, а затем и открывает своё истинное лицо.
Истинную суть измерения Шангри-Ла и свою цель Ноэйн называет несколько раз, полностью открыв её только в самом конце. Так, сначала он говорит Юу, что Шангри-Ла — безмятежное будущее, которое желают люди, и что здесь не существует их тел — только разумы. Однако затем он говорит Харуке, что в измерении Шангри-Ла собралась печаль всех поглощённых им измерений, и люди, стремясь избавиться от этой печали, перестали осознавать существование друг друга и слились воедино.
И, наконец, Ноэйн называет свою истинную цель:

Люди — они ведь не просто существуют в этих измерениях. Искомое измерение создаётся с помощью человеческого осознания. Поэтому я впал в отчаяние. Ни одно из измерений не могло вырваться из цепей несчастья. Ошибка была с самого начала. Поэтому я объединю все измерения в Шангри-Ла — чтобы вернуть всё в Ничто… Вернувшись в Ничто, все измерения переродятся заново. Вновь разделятся ветви вероятностей и родится новая Вселенная. И в этот раз сможет родиться лучшее измерение!
Оригинальный текст (яп.)
人はね、この時空にただ存在するのではない。求める時空を人は認識することによりその時空は存在する。絶対的観測者は一人一人の人間なのだ。だから私は絶望した。全ての時空は不幸の連鎖から逃れられない。はじめが悪かったって。だから時空をシャングリラに統合し、無に変える。無に変えれば、まだはじめから時空が生まれ、枝分かれてゆき、新しい宇宙が生まれる。今度こそよき時空が生まれるだ。

— «Noein»
Истинное лицо Ноэйна — Юу. Юу Гото из иного измерения, который потерял свою Харуку и в отчаянье бросился искать её по всем измерениям. Но так как он помнил только боль и забыл то счастье, которое разделил со своей Харукой, на его пути встречались только те измерения, где Харука погибала, оставляя Юу одного. Тогда он уверился в том, что ошибочно изначальное измерение, и решил уничтожить всю Вселенную, сведя ветви вероятностей к началу и породив новую Вселенную.
Ноэйну кажется, что Карас может понять его чувства, его гнев и боль — что лучше бы он никогда не познал смысла существования. Однако Харука говорит ему, что он забыл свою Харуку, что он предал её память, а Юу, объединившийся с Карасом и отделившийся от поглотившего их Ноэйна — что он не проиграет будущему, как это сделал Ноэйн. А Карас говорит Ноэйну, что он — иллюзия, потому что его существование не было подтверждено.
История: История Ноэйна началась, когда Юу того измерения было 17 лет. Вместе с Харукой, Исами, Ай и учительницей Юкиэ они ехали в Хакодатэ, когда на дороге неожиданно появился грузовик, у которого лопнула шина. И машина на полном ходу столкнулась с этим грузовиком. В аварии выжил только Юу, видевший последние мгновения своей возлюбленной и друзей до того, как машина взорвалась. Это стало для него шоком, затем переродившимся в гнев. И Юу стал постепенно становиться Ноэйном, чтобы через 10 лет создать измерение Шангри-Ла и начать войну против всех измерений.
Некоторые сведения: Призрачное «тело» Ноэйна является в некоторой степени «одеждой» для него, способной функционировать самостоятельно. Маска способна свободно перемещаться по нему, из любого места могут появиться руки в неограниченном количестве, Только сняв верхнюю часть своего «костюма», Ноэйн становится похож на человека.
Ноэйн неизмеримо сильнее всех Птиц, он способен контролировать передвижение измерений и перемещаться между ними, остановить атаку Рэйзом и отправить Птиц обратно в Лакриму.

### Обитатели Шангри-Ла
Жители Шангри-Ла
Существа, напоминающие стилизованных под индийские мифы морских коньков. Сначала они являются неким «символом» Шангри-Ла, периодически появляясь недалеко от Харуки, однако позже обретают некоторую личность: так, один из жителей спросил Юу, сможет ли он остановить Ноэйна и, получив утвердительный ответ, отвёл его к Ноэйну и Харуке. При этом он говорит, что они «совершили ошибку», не уточнив, какую именно.
Когда Ноэйн поглощает Харуку, жители собираются в его обители и умоляют Ноэйна остановиться и не уничтожать все измерения, но он, назвав их трусами, спрятавшимися от реальности, уничтожает их.
В последний раз жители появляются после победы над Ноэйном — возникают из его тела.
Модули Вторжения
Боевая гвардия Ноэйна — стилизованные под индийские мифы наполовину живые, наполовину механические создания, предназначенные для нападения на другие измерения и внесения в них элемента нестабильности. С их помощью Ноэйн атаковал Лакриму.

## Уроборос
| Японское имя: | 時の放浪者 Токи но Хо: ро: ся |
| Значение:     | Странник во времени           |
| Сэйю:         | Хикару Мията                  |

Странник во времени — странный старик, способный сопровождать Харуку в её путешествиях по измерениям и давать советы по использованию её силы. Он всегда носит шляпу, сквозь которую виден только один его глаз.
Странник не раз выручал Харуку из трудных положений, вызванных её силой, или сообщал ей какую-либо важную информацию. Он рассказал ей, что за мираж она увидела после встречи с Карасом на кладбище, объяснил ей, почему она не должна пытаться найти то прошлое, в котором её родители не расстались, рассказал ей, почему Ноэйн не способен найти будущее, где Харука жива.
Он рассказал Харуке, что именно из-за бесконечного желания людей видеть только лучшее будущее существуют бесконечные варианты каждого измерения, и что Вселенная без возможности выбора разрушится и исчезнет.
В конце концов, он превращается в Уроборос.